# Formació de Laramie
La formació de Laramie és una formació geològica del Cretaci, anomenada per Clarence King l'any 1876 per les exposicions al nord-est del Colorado, als Estats Units d'Amèrica.

## Fauna
Llistat de fòssils (dades de Carpenter 1979; Hutchinson i Holroyd 2003)
| Chondrichthyes Hybodontoidea Lonchidiidae Lonchidion selachos Orectolobiformes Ginglymostomatidae Squatirhina americana Rajiformes Rhinobatidae Myledaphus bipartitus Sclerorhynchidae Ischyriza cf. I. avonicola Osteichthys Lepisosteiformes Lepisosteidae Astracosteus occidentalis Amiiformes Amiidae Amia sp. Amphibia Urodela Scapherpetontidae Scapherpeton tectum Lisserpeton bairdi Prosirenidae Albanerpeton sp. Batrachosauroididae Opisthotriton kayi Reptilia Chelonia Pleurosternidae Compsemys victa Baenidae Plesiobaena cf. P. antique Adocidae Adocus sp. Nanhsiungchelyidae Basilemys cf. B. sinuosa Trionychidae Helopanoplia cf. H. distincta Squamata Anguidae Odaxosaurus piger Crocodylia Borealosuchus? sp. Dinosauria Theropoda Dromaeosauridae Dromaeosaurus sp. Tyrannosauridae Tyrannosaurus rex Ornithischia Thescelosauridae Thescelosaurus sp. Hadrosauridae cf. Edmontosaurus sp. Ceratopsidae Triceratops horridus Cf. Torosaurus sp. Ceratopsipes goldenensis (ichno fossil) Ankylosauria Nodosauridae cf. Edmontonia sp. Mammalia Multituberculata Neoplagiaulacidae cf. Mesodma sp. Cimolodontidae Meniscoessus sp. Eutheria Leptictidae Gypsonictops sp. |